# Chardal

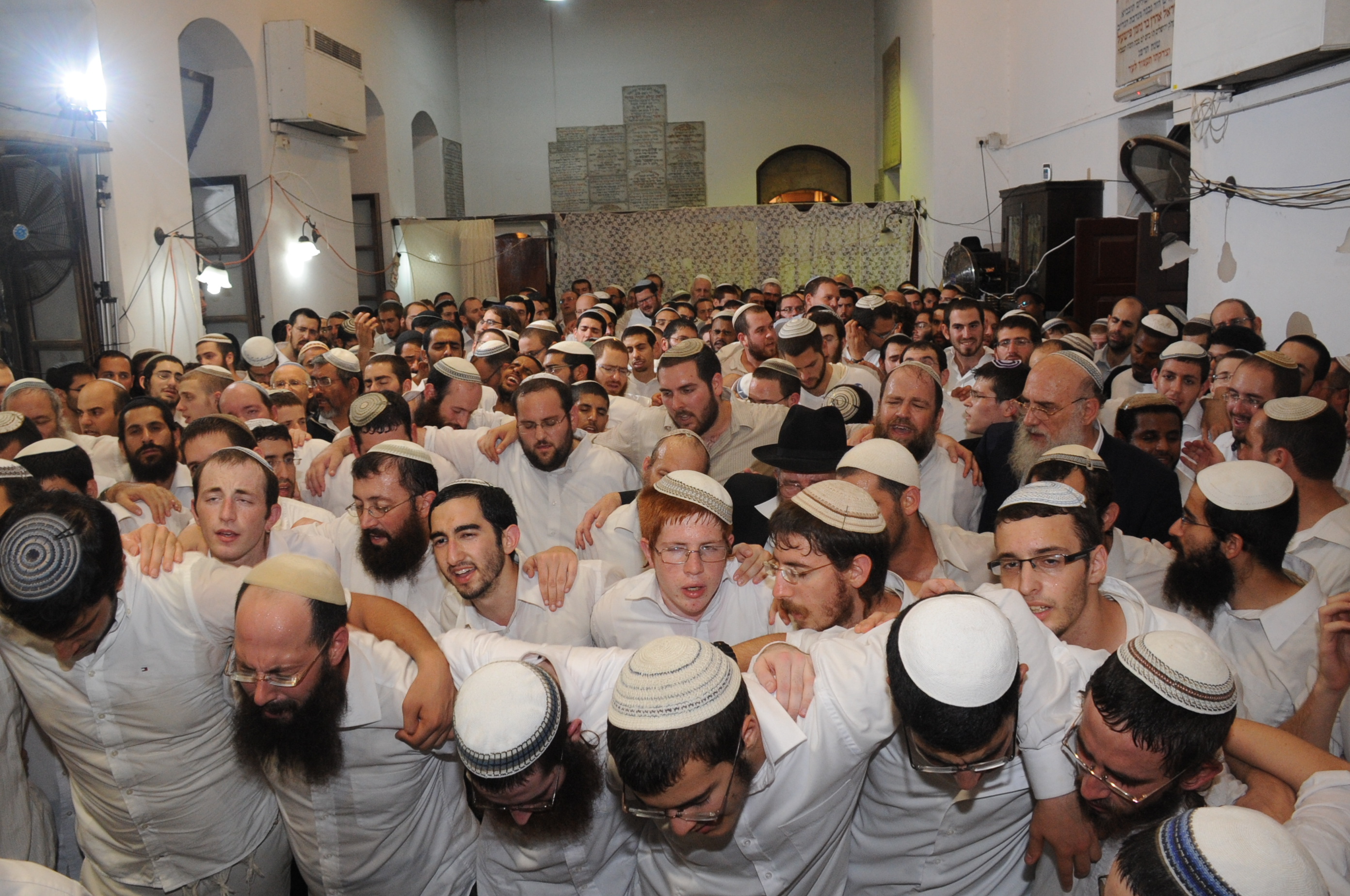
Uczniowie jesziwy Merkaz ha-Raw

Chardal lub chardalim (hebr. חרד''ל lub חרדל''ים) – nurt w ramach grupy religijnych syjonistów i w ramach samego judaizmu. Przynależność do niego polega na subiektywnym postrzeganiu i definiowaniu swojej postawy polityczno-religijnej. Przyjmuje się, że przedstawiciele chardalu charakteryzują się ortodoksyjnym podejściem do kwestii judaizmu, przestrzegania przykazań, edukacji i stosunków społecznych. W kwestiach politycznych popierają istnienie Państwa Izrael i wspierają osadnictwo, przypisując im mesjańskie znaczenie. W wyborach głosują oni na partie prawicowo-religijne lub skrajnie prawicowe.

## Nazwa
Nazwa nurtu chardal (חרד''ל) jest akronimem od hebrajskich słów חרדי לאומי (chredi leumi), czyli narodowy ortodoks, z kolei liczba mnoga, chardalim (חרדל''ים), to akronim słów חרדים לאומיים (charedim le'umijim), czyli narodowi ortodoksi. Israel Democracy Institute stosuje też wobec tego sektora określenie toranijim le’umijim (תורניים לאומיים), czyli w wolnym tłumaczeniu: zorientowani na Torę narodowcy. Część członków tej grupy używa określenia torani leumi, ponieważ uważają oni, że określenie chardal zostało wymyślone w latach 90. XX wieku przez świeckich przeciwników tej grupy jako określenie prześmiewcze i mające na celu marginalizację grupy.
W języku hebrajskim istnieje czasownik związany ze zjawiskiem chardalu, czyli להתחרדל (lehitchardel), który znaczy „stawać się narodowym ortodoksem”. Od niego wywodzi się rzeczownik odczasownikowy התחרדלות (hitchardelut), czyli „stawanie się narodowym ortodoksem”.
Artur Skorek pisze, że nazwa chardal została pierwszy raz użyta w latach 80. XX wieku przez młodzieżowy, religijny Ruch Ezra.

## Tło powstania

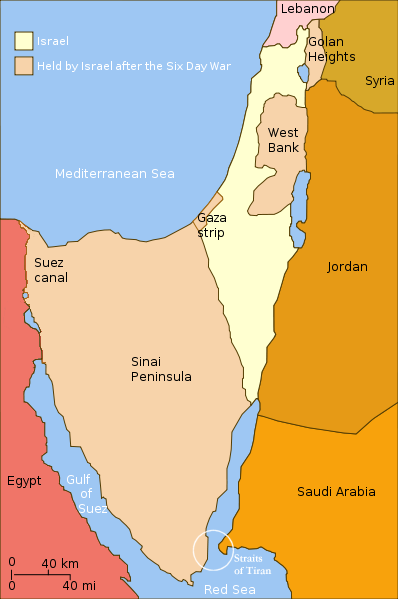
Tereny zdobyte przez Izrael w wyniku wojny sześciodniowej w 1967 roku

### Ideologia
Silny wpływ na ukształtowanie się, pod względem politycznym i religijnym, grupy chardalim miała narodowo-religijna jesziwa Merkaz ha-Raw i ruch Gusz Emunim (pol. Blok Wiernych). W latach 70. XX wieku zarówno jesziwa, jak i Gusz Emunim były pod wpływem ideologii rabina Cwi Jehudy Kuka, syna rabina Awrahama Kuka. Dopasował on wypracowaną przez ojca syntezę judaizmu z syjonizmem do bieżących wydarzeń politycznych w Izraelu. Wykorzystał mesjańskie nastroje rozbudzone zwycięstwem w wojnie sześciodniowej z 1967 roku. Cwi Jehuda Kuk interpretował wydarzenia z historii Izraela przez pryzmat kolejnych etapów do nadejścia Mesjasza. Powstanie Izraela w 1948 roku, pokonanie państw arabskich w 1967 i zdobycie Judei i Samarii, Strefy Gazy, Wzgórz Golan oraz Półwyspu Synaj postrzegał jako ciąg przyczynowo-skutkowy w tworzeniu Wielkiego Izraela i Królestwa Bożego, które Żydzi są zobowiązani zasiedlić oraz bronić. Stworzona przestrzeń umożliwiała pełne duchowe i polityczne odrodzenie się Żydów. Idee te były wprowadzane w życie przez członków Gusz Emunim, którzy w wielu przypadkach byli uczniami samego rabina. Cwi Jehuda Kuk postrzegał państwo jako święty byt, łącznie ze wszystkim, co ono reprezentuje (m.in. rząd i wojsko). Państwo było narzędziem mającym doprowadzić do odkupienia. Uważał, że skoro Ziemia Izraela jest dana od Boga, to nikt nie ma prawa oddać kawałka zdobytego terytorium państwom arabskim. Dlatego ważną kwestią w nauczaniu rabina było osadnictwo, w szczególności na Zachodnim Brzegu. Władza oraz społeczeństwo nie powinni kierować się nieżydowskimi ideami, tylko być świadomi swojej wyjątkowości i zobowiązań wynikających z judaizmu. Wojna Jom Kipur była karą za niedostateczne przestrzeganie nauk Tory i odejście od wiary. Świeckość uważał za element rozbijający żydowską tożsamość. Według Kuka państwo posiadało tak długo legitymację swoich czynów, jak długo działalność ta stała w zgodzie z halachą i Torą. Powyższe sprawiło, że środowiska chardalim wyraziły zdecydowany sprzeciw wobec porozumień z Oslo w latach 90. XX wieku oraz wycofania ze Strefy Gazy i Północnej Samarii oraz czuły rozczarowanie polityką rządu wobec tych terytoriów.
Gusz Emunim, które powstało w 1974 roku pod wpływem teologii politycznej Kuka, stało się głównym ruchem osadniczym i politycznym w kraju. Jak twierdzi David Newman, kolejne izraelskie rządy były uległe wobec działalności Bloku Wiernych. Swoją działalność opierali na Torze, twierdząc, iż tereny, na których zakładali osiedla, były dane przez Boga. Wyrażało to przekonanie, że święta księga powinna determinować działania polityczne rządu. Z czasem członkowie Gusz Emunim zaczęli przenikać w latach 70. XX wieku do Narodowej Partii Religijnej (Mafdalu), a później do Techiji, Cometu, Tekumy czy Unii Narodowej.

### System edukacji religijnej

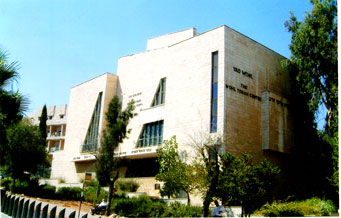
Jesziwa Merkaz ha-Raw

W kształtowaniu się tożsamości chardalim, oprócz kwestii ideologicznych, istotny okazał się system edukacji narodowo-religijnej. W latach 60. XX wieku Izrael stał się państwem oferującym swoim obywatelom wiele możliwości związanych ze świecką kulturą i rozrywką. Narodowo-religijna młodzież zaczęła odchodzić od religii i sekularyzować się. Systemu edukacji oferował naukę z dala od domu, z zakwaterowaniem w akademikach, w klasach bez segregacji płciowej, co sprzyjało zjawisku odchodzenia od ścisłej religijności. W celu zapobieżenia temu syjonizm religijny zaczął tworzyć sieć jesziw ruchu Bene Akiwa, mechiny oraz system szkolnictwa bliski szkolnictwu ortodoksyjnemu. Zwiększono nacisk na naukę halachy, Tory, Talmudu, wprowadzono separację płciową uczniów. Standardy w tej dziedzinie wyznaczyła m.in. jesziwa Merkaz ha-Raw. Zaadaptowała ona ultraortodoksyjną skrupulatność nauki Tory, halachy, Talmudu, styl ubierania się, propagowała ortodoksyjny model rodziny (małżeństwa zawierane w młodym wieku, zwykle wielodzietne). Stworzono warunki, w których uczniowie szkół narodowo-religijnych uczyli się w separacji od świata świeckiego. Studenci jesziw studiowali i zakładali rodziny w otoczeniu, które było im bliskie ze względu na styl życia, poglądy i praktykę religijną. Chardalim to grupa, która przywiązuje większą uwagę do przestrzegania nakazów religijnych niż reszta środowiska religijnych syjonistów.

## Charakterystyka
Ultraortodoksyjny charakter nauki sprawił, że chardalim przyjęli zasadę da’at Tora (hebr. דעת תורה). Zakłada ona, że rabini mają wpływ nie tylko na kwestie związane z halachą, ale także na ważne aspekty życia codziennego czy politycznego. Nie nadaje ona szczególnego znaczenia osobie rabina jako takiej, ale nakazuje respektowanie jego autorytetu i opinii. W związku z tym doszło do sytuacji, w której religijni syjoniści zaczęli coraz częściej akceptować wpływ rabinów na partie lub życie polityczne kraju, czemu przez długi czas sprzeciwiała się np. Narodowa Partia Religijna. Przykładem nowego trendu może być Tekuma, której wewnętrzne przepisy wymagają od jej członków posłuszeństwa wobec poleceń i decyzji rabinów. Partią uznającą opinie rabiniczne jest Jachad Eliego Jiszaja.
Chardalim sprzeciwiają się udziałowi kobiet w polityce z powodu cnijut, czyli zachowania skromności. Podobnie jest w przypadku służby wojskowej. Tam również chardalim postrzegają obecność kobiet za niegodną, tym bardziej krytykowane są mieszane jednostki wojskowe. Dodatkowo szkolnictwo chardalim podlega pełnej separacji płciowej od pierwszych klas.
Badania Israel Democracy Institute przeprowadzone w społeczności narodowo-religijnej pokazują, że chardalim stanowią jej 6%. 33% z nich uważa się za sabrów, 33% za Aszkenazyjczyków, a 34% za Mizrachijczyków. W spektrum politycznym 62% głosuje na prawicę, a 29% na umiarkowaną prawicę. Przy czym podczas wyborów w 2013 roku większość (42%) głosowała na Żydowski Dom, jedna czwarta poparła Szas, a 18% Zjednoczony Judaizm Tory. Główny nurt religijnych syjonistów głosował głównie na Żydowski Dom (60%) i listę Likud-Nasz Dom Izrael (20%). W kwestii najważniejszych cech, które konstytuują Żydów narodowo-religijnych, chardalim odpowiedzieli, że przede wszystkim są to: syjonizm i Ziemia Izraela (26%), religia (24%) oraz połączenie religii i nacjonalizmu (18%). Z kolei 62% narodowych ortodoksów jest zdania, że osoby religijne są bardziej etyczne niż osoby świeckie. Chardalim największe zaufanie pokładają w instytucji Naczelnego Rabinatu Izraela (75%), a tylko 15% ufa Sądowi Najwyższemu.
W kwestii społeczeństwa, religijności i państwa narodowa ortodoksja nie uznaje reformowanego i konserwatywnego nurtu judaizmu oraz sprzeciwia się państwowemu finansowaniu ich organizacji. 64% przedstawicieli chardalu nie akceptowała obecności w społeczeństwie par tej samej płci. Ponad połowa narodowych ortodoksów twierdziła, że Izrael powinien być państwem z większością żydowską, 37% uznała, że między Morzem Śródziemnym a rzeką Jordan powinno istnieć tylko jedno państwo – Izrael. 58% z badanych twierdziło, że podpisanie porozumienia pokojowego powinno być zaakceptowane w drodze referendum, ale przy wyłącznym udziale Żydów.
Mosze Hellinger i Josi Londin dokonali analizy postulatów socjalno-ekonomicznych narodowej ortodoksji. Badania pokazały, że ten nurt religijnego syjonizmu nie ma jasno sprecyzowanych postaw w kwestiach gospodarczych. Panuje przekonanie, iż Izrael został stworzony do celów wyższych, takich jak odkupienie i budowa Świątyni, a nie rozwiązywania problemów socjalnych i tworzenia socjalistycznego raju na ziemi. Mimo wielodzietnych rodzin i dość niskiego statusu ekonomicznego chardalim przyjęli wręcz libertariański sposób funkcjonowania, tworząc sieć organizacji charytatywnych. Ich poglądy gospodarcze są bliskie wolnorynkowej, wręcz neoliberalnej prawicy.

## Odpowiedź na wydarzenia polityczne
Narodowi ortodoksi postrzegają, w przeciwieństwie do ultraortodoksów lub chasydów, Państwo Izrael częścią procesu odkupienia. Według ideologii chardalu odkupienie można przyspieszyć. Jednym ze sposobów osiągnięcia tego jest osadnictwo w całej Ziemi Izraela. W momencie ewakuacji osiedli chardalim postrzegają siebie nie jako obrońców miejsca zamieszkania, a obrońców całego Izraela.

### Porozumienia z Oslo

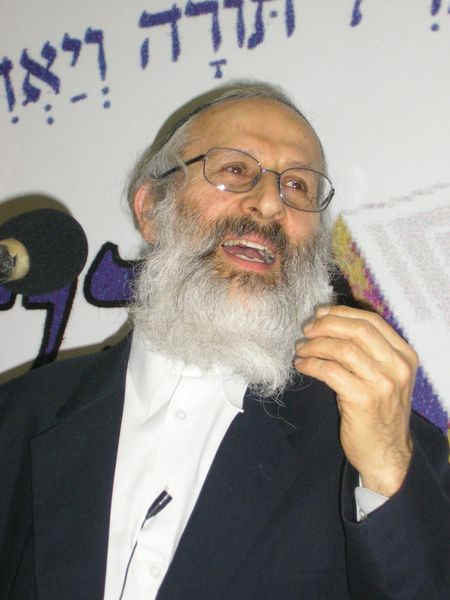
Rabin Szelomo Awiner

Porozumienia z Oslo doprowadziły według Mottiego Inbariego do pojawienia się wewnątrz narodowych ortodoksów trzech obozów skupionych wokół:
- rabina Szelomo Awinera, który uznał, że proces odkupienia jest długi i skomplikowany. Oslo stało się testem prawdziwej wiary Żydów i wymaga wzmocnionych wysiłków. Awiner postrzegał trudności jako katalizator do wzmocnienia ruchu osadniczego w Judei i Samarii oraz w Strefie Gazy pomimo porozumień. Według niego, jeżeli osadnicy skupią się na wierze, to zło zostanie pokonane bez problemu. Bóg nie sprawdza ludzi w celu ich pogrążenia, ale żeby umocnić ich wewnętrznie. Awiner postrzegał palestyńskie wysiłki w sprawie pokoju jako „wilka w owczej skórze”, dlatego należy wspierać państwo, umocnić obecność izraelską na Zachodnim Brzegu. Inaczej, twierdził, może dojść do takiej samej sytuacji jak przed II wojną światową, kiedy Chamberlain w imię utrzymania pokoju pozwolił Niemcom na zajęcie Sudetów w Czechosłowacji[33].
- rabina Jo’ela Bin Nuna, który zalecał utrzymać postawę pragmatyczną wobec Oslo. Według niego odkupienie nie przychodzi od razu i trzeba dążyć do niego małymi krokami. Uważał, że nie da się obronić całej Ziemi Izraela. Krytykował agresywną kampanię przeciw Icchakowi Rabinowi, który zdaniem Bin Nuna, starał się uchronić mieszkańców największych skupisk osadniczych na Zachodnim Brzegu[34].
- rabina Cwiego Taua twierdzącego, że błędne decyzje rządu prowadzące do zakłócenia procesu odkupienia powinny być korygowane przez powszechne studia nad Torą. Rabin uważał, że proces odkupienia powinno się zaczynać od moralności i wiary. Jeśli będą one słabe, to rząd i polityka również takie będą. Zwracał przy tym uwagę na słabnącą tożsamość żydowską kraju, brak skromności i cnotliwości ludzi oraz kult dobrobytu. Pycha ta prowadzi, według rabina, do upadku świata. Jedynym wyjściem jest wzmocnienie nauki Tory oraz mistycyzmu[35].

### Wycofanie ze Strefy Gazy i Północnej Samarii

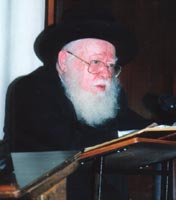
Rabin Awraham Szapira

W 2005 roku, kiedy doszło do implementacji planu Ariela Szarona w sprawie wycofania ze Strefy Gazy i Północnej Samarii, środowisko narodowych ortodoksów podzieliło się w sprawie tego, jaka powinna być ich odpowiedź na to wydarzenie:
- „obóz aktywistów”. Twierdził on, że tak długo, jak państwo działa przeciw odkupieniu i Torze, tak długo można sprzeciwiać się jego działaniu. Do grupy tej zaliczał się rabin Mordechaj Elijahu i rabin Awraham Szapira. Ten drugi postrzegał ewakuację osadników jako religijne przestępstwo. Apelował do religijnych policjantów i żołnierzy, że tak samo jak jedzą koszernie i przestrzegają szabatu, tak muszą bronić osiedli żydowskich. Szapira twierdził, że premier nie dysponuje Izraelem na wyłączność. Rabin Elijahu postrzegał osadnictwo jako wypełnianie przykazań bożych. Zatem każde działanie przeciw niemu było grzechem. Nawoływał do normalnego życia i skupienia się na edukacji religijnej.
- „obóz statyczny”. Jego reprezentantami byli rabinowie Cwi Tau i Awraham Szapira. Uważali oni, że jedynym sposobem na powrót do kursu ku odkupieniu jest odnowa duchowa i kampania „settling in hearts”. Dzięki temu Żydzi odbudują swoją wiarę i będą wewnętrznie gotowi na wsparcie osadników. Tau twierdził, iż społeczeństwo izraelskie zostało w tyle za mieszkańcami Judei i Samarii oraz Gazy, nie nadążali oni duchowo i moralnie, co doprowadziło do poparcia planu ewakuacji. Obaj rabini przekonywali żołnierzy, aby ci nie uchylali się od wykonywania rozkazów, ponieważ nieposłuszeństwo byłoby najgorszą reakcją na zaistniałą sytuację. Uznali oni nawoływanie do walki z państwem za umacnianie obozu tych, którzy dążyli do wycofania z Gazy[36].

## Rabini

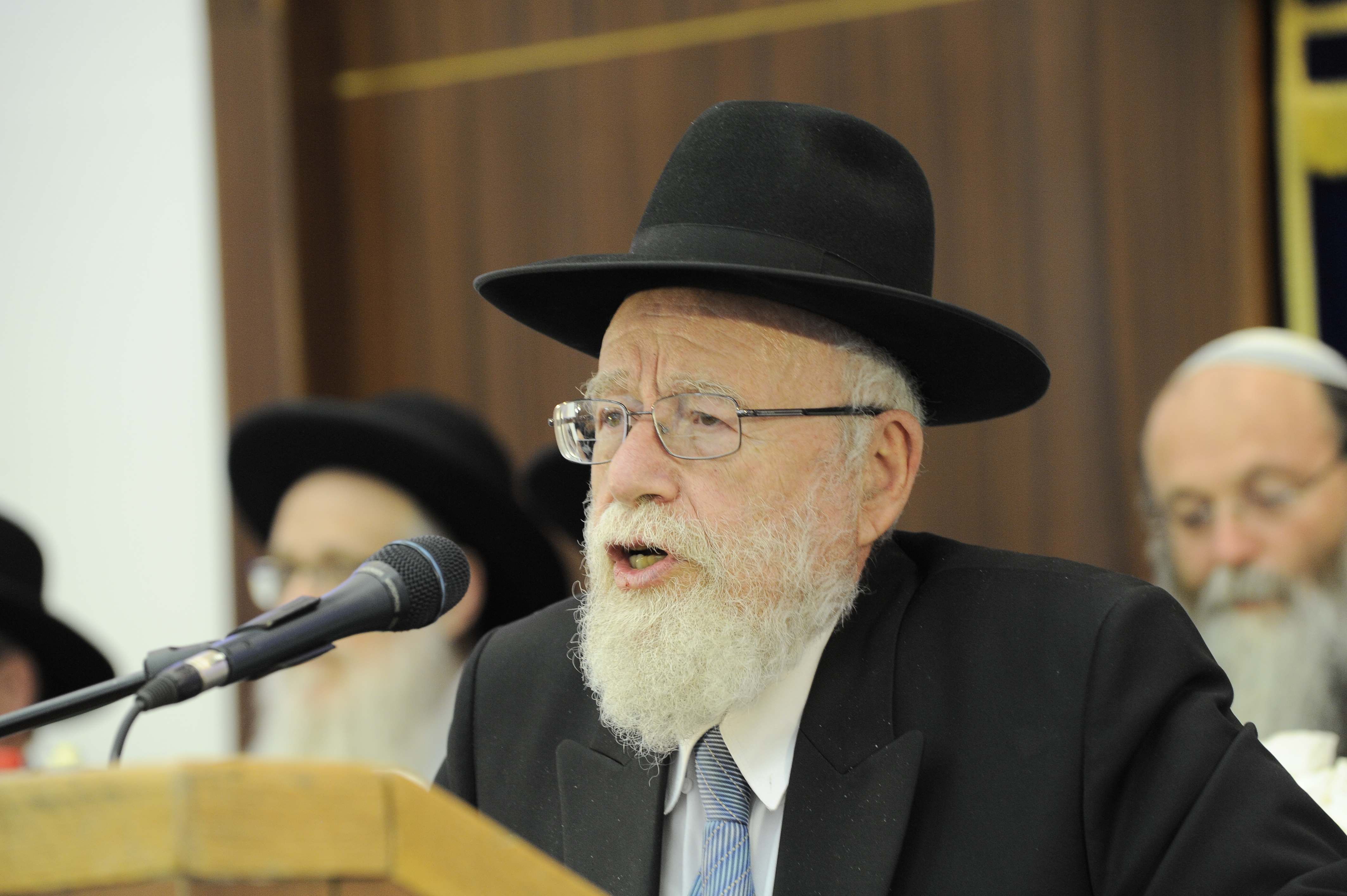
Rabin Dow Li'or

Do rabinów związanych z chrdalim zalicza się:
- Zalmana Barucha Melameda,
- Dowa Li’ora,
- Cwiego Taua,
- Jisra’ela Ari’ela[7],
- Awrahama Szapirę,
- Mordechaja Elijahu,
- Jo’ela Bin Nuna,
- Szelomo Awinera[33][34][36].

## Partie polityczne
Poniższe partie uznawane były lub są za reprezentujące chardalim:
- Żydowski Dom[37],
- Unia Partii Prawicowych[38],
- Tekuma[17],
- Jachad[39],
- No′am[40].